# Emblyna littoricolens
Emblyna littoricolens är en spindelart som först beskrevs av Chamberlin och Ivie 1935.  Emblyna littoricolens ingår i släktet Emblyna och familjen kardarspindlar. Inga underarter finns listade i Catalogue of Life.